# Liste der Kulturgüter in Heitenried
Die Liste der Kulturgüter in Heitenried enthält alle Objekte in der Gemeinde Heitenried im Kanton Freiburg, die gemäss der Haager Konvention zum Schutz von Kulturgut bei bewaffneten Konflikten, dem Bundesgesetz vom 20. Juni 2014 über den Schutz der Kulturgüter bei bewaffneten Konflikten sowie der Verordnung vom 29. Oktober 2014 über den Schutz der Kulturgüter bei bewaffneten Konflikten unter Schutz stehen.
Objekte der Kategorien A und B sind vollständig in der Liste enthalten, Objekte der Kategorie C fehlen zurzeit (Stand: 1. Januar 2023).

## Kulturgüter
| Foto |                                                                   | Objekt                                 | Kat. | Typ | Standort                                         | Beschreibung |
| ---- | ----------------------------------------------------------------- | -------------------------------------- | ---- | --- | ------------------------------------------------ | --- |
| ja   | Datei hochladen · Wikidata zu Pfarrkirche St. Michael (Q29479191) | Pfarrkirche St. Michael KGS-Nr.: 02204 | A    | G   | Dorfstrasse 30 589436 / 186278                   | |
| ja   | Datei hochladen · Wikidata zu Sodbachbrücke (Q29698200)           | Sodbachbrücke KGS-Nr.: 02205           | B    | G   | St. Antoni, Freiburgstrasse 173a 590927 / 186011 | 1867 erbaute, mit Satteldach gedeckte Fachwerkbrücke über die Sense, seit 1980 als reine Fussgängerbrücke genutzt. Ungewöhnlich ist die amerikanische Bauart mit Howe-Träger, bei dem die Druckstreben aus Holz und die Zugstreben aus Eisen konstruiert sind. Die Widerlager bestehen aus gehauenem Tuffstein, die Spannweite beträgt 43 m. Die Brückenportale sind im Schweizer Holzstil gestaltet. Das Objekt liegt anteilig auf den Gemeindegebieten von Heitenried und Tafers (KGS-Nr. 2315) sowie Schwarzenburg (KGS-Nr. 1321) im Kanton Bern. |
| BW   | Datei hochladen · Wikidata zu Kapelle St. Joseph (Q29695556)      | Kapelle St. Joseph KGS-Nr.: 13223      | B    | G   | Hinter Schönfels 88 591361 / 186772              | |